# Lejonbjälke
Den här artikeln handlar om ätten Lejonbjälke, med delad sinister fält (bjälke) 
Lejonbjälke är en nutida konventionell benämning på en svensk medeltida frälseätt med ursprung från Närke som inte själva använde något släktnamn. Ätten kallas idag för Lejonbjälke på grund av den kluvna skölden som i höger fält visar ett lejon, som möjligen skulle understryka släktskapen med Bjälboätten, och i vänster fält en bjälke.
Ätten utgår från riddaren och lagmannen i Närke Knut Matsson (Lejonbjälke), som med okända föräldrar, blev lagman i Närkes lagsaga tidigast 1279, senast 1283, riksråd senast 1288, dog 1289. Knut Matsson förde i sitt vapen en kluven sköld med lejon och en bjälke.
Knut Matsson var gift med Ingeborg Ulfsdotter (Ulv), vars mor skall ha varit dotter till Karl Ingeborgasson Lejonbalk, och från vars ätt Lejonbalk, Knut Matsson kan ha tagit sitt vapen, om han inte ärvt det från sin far.
Deras dotter, Birgitta Knutsdotter (Lejonbjälke)  var gift med Magnus Bengtsson (Bengt Bossons ätt) och förde också en kluven sköld med Lejon i högra, och en bjälke i vänster fält.